# Honoré Daumet
Pierre Jérôme Honoré Daumet, född den 23 oktober 1826 i Paris, död där den 12 december 1911, var en fransk arkitekt. 